# Masacre de Pompeya
Se conoce como Masacre de Pompeya a un siniestro perpetrado por la Policía Federal Argentina, en el barrio de Pompeya, Buenos Aires, el 25 de enero de 2005. Los policías que perseguían unos ladrones, confunden a un conductor ajeno al hecho, Fernando Ariel Carrera. Luego de dispararle a Carrera en la mandíbula -y este último en estado de inconsciencia, a bordo de su automóvil en movimiento- sigue su curso y atropella a varias personas, matando involuntariamente a tres: Edith Custodio (41), Gastón Di Lollo (6) y Fernanda Silva (35). Cuando el auto de Carrera se detiene, la policía intenta disparar a matar a Carrera, aunque este se salva después de recibir 18 balazos. Cuando las fuerzas policiales se percataron que no era el ladrón que buscaban, manipulan la escena implantando pruebas falsas y arman la causa para incriminar a Fernando Carrera como un ladrón y asesino. El 7 de junio de 2007, Carrera fue sentenciado a 30 años de prisión por robo y homicidio agravado en tres oportunidades. El 6 de junio de 2012, fue liberado por disposición del Tribunal Oral Criminal 14, luego de que la Corte Suprema revocara la sentencia a 30 años, ya que se pudo comprobar la manipulación por parte de la policía y el poder judicial.
Este caso fue llevado a la pantalla grande por el cineasta Enrique Piñeyro bajo el título El Rati Horror Show (2010). La película toma como punto central la manera en que se fraguó la causa de Fernando: la manipulación y alteración de la evidencia en el lugar de los hechos, la manipulación por parte de la instrucción policial de los testimonios de los escasos testigos llamados a declarar y la distorsión de todos los medios nacionales por parte de Rubén Oscar Maugeri, un falso testigo clave de los hechos y presidente de la Asociación de Amigos de la Comisaría 34.

## Historia

### Fernando Ariel Carrera
Nació el 23 de abril de 1977 en la localidad de Arroyito, Provincia de Córdoba. Trabajaba como proveedor de artículos de gomería y automotor. Está casado y tiene tres hijos. El auto que manejaba al momento del hecho, un Peugeot 205 blanco, estaba registrado a su nombre y no tenía antecedentes penales al momentos de los hechos.

### Los hechos

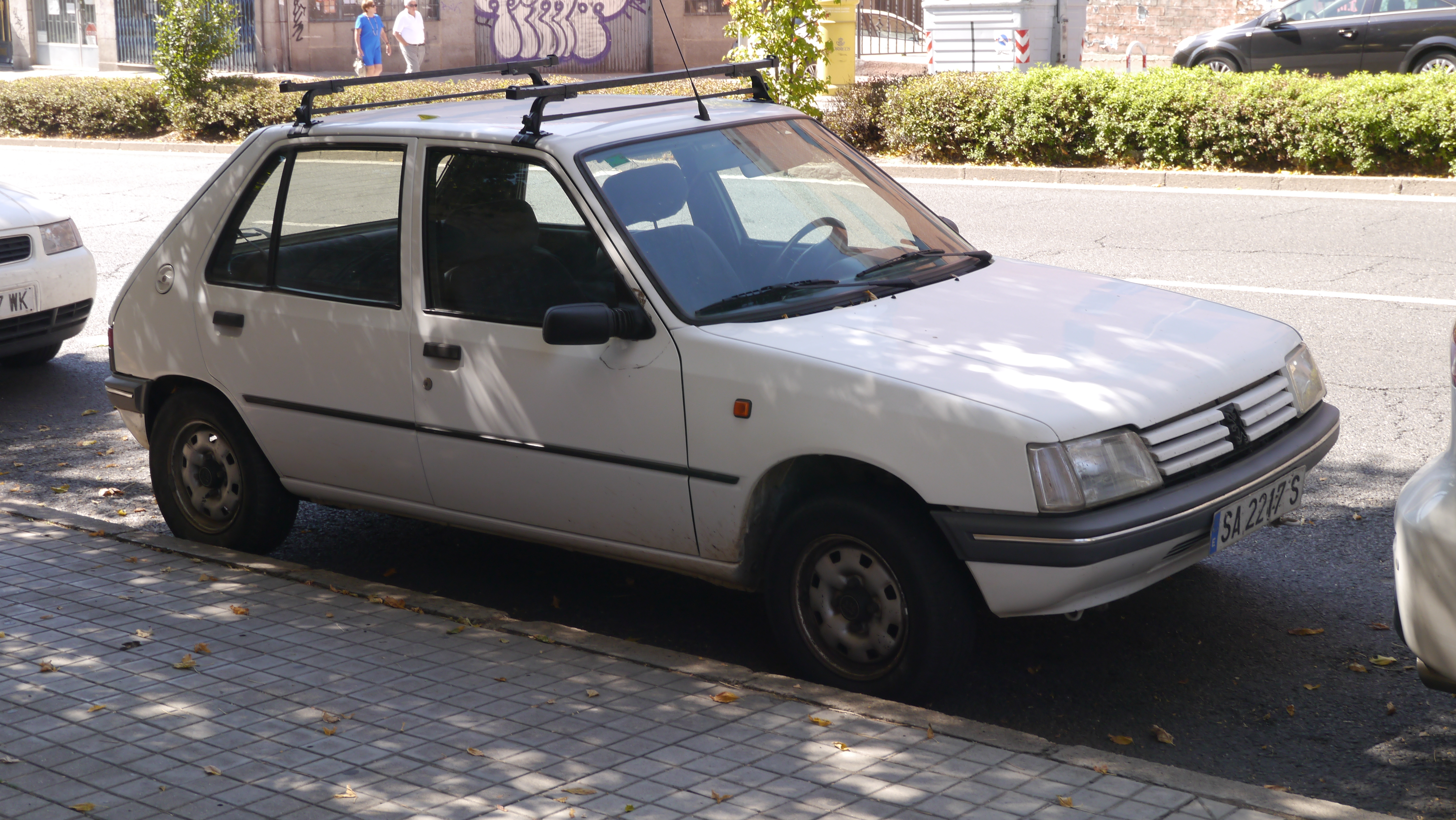
Un Peugeot 205 blanco, similar al que manejaba Carrera y por el cual fue confundido por la policía el día de la masacre.

Según la versión de los policías de la comisaría 34 que intervinieron en el caso, todo se inició en el partido bonaerense de Moreno, cuando un integrante del Ejército retiró dinero de un banco. De allí se dirigió al barrio porteño de Villa Lugano para entregarle AR$ 750 a un familiar. Antes de completar el trámite previsto fue sorprendido por dos jóvenes armados que lo intimidaron, le quitaron el dinero y huyeron. El militar los siguió en su vehículo al tiempo que daba aviso a la policía. 
La versión policial continúa diciendo que los delincuentes decidieron huir hacia la provincia. Tomaron por Avenida del Barco Centenera y luego por Avenida Sáenz, pero al aproximarse al puente Ezequiel Demonty (en aquel entonces llamado Puente Valentín Alsina) vieron el camino cortado por varios patrulleros, por lo que dieron la vuelta y arrancaron por Sáenz en contramano. Al llegar a la intersección con calle Traful embistieron a los transeúntes y seguidamente a la camioneta, desencadenando la tragedia.
La policía buscaba a tres ladrones en un auto blanco –ese era el único dato que tenían– que en la zona habían realizado dos robos ese mismo día. Al ver el Peugeot 205 blanco en el que iba manejando Fernando Ariel Carrera, un empleado de 27 años y sin antecedentes penales que se encontraba en su auto a pocos metros del Puente Alsina, esperando que el semáforo le diera luz verde para cruzar desde Pompeya a Lanús. Carrera es confundido por policías de civil (que circulaban sin identificación y en un auto particular con pedido de secuestro) y comienzan a perseguirlos. Fernando ve a un auto acercándose a toda velocidad con uno de sus integrantes –desaliñado, con pelo largo y barba– con medio cuerpo fuera de la ventanilla y blandiendo un arma de fuego. Temiendo ser asaltado, Fernando acelera y dobla hacia Capital Federal. Pero la policía dispara y el impacto le da de lleno en la mandíbula, dejándolo inconsciente. Sin embargo, Fernando sigue manejando por automatismo y a bordo de su auto recorre 500 metros, atravesando la Avenida Sáenz. En el trayecto el Peugeot atropella y mata a tres personas –dos mujeres y un niño sordomudo de seis años– y termina chocando contra una camioneta frente a la Iglesia de Pompeya. Los policías se bajan del auto, forman un abanico y disparan a matar a Fernando, que aún seguía dentro del auto inconsciente. Desde el puente y hasta estos disparos finales, los efectivos policiales dispararon dieciocho veces contra Carrera. Ocho de esos disparos impactaron en su cuerpo.
Según Fernando Carrera, el acusado luego absuelto, él se encontraba detenido en un semáforo cuando desde un auto Peugeot 504 sin identificación le dan la voz de alto produciendo un disparo, este se asusta -pensando que son unos ladrones-, intenta escapar y recibe uno en la mandíbula que lo deja inconsciente, realizando en ese estado un recorrido de doscientos metros. Al detener su marcha cuando choca con la Kangoo, su auto recibe dieciocho disparos, ocho de los cuales impactan en su cuerpo.

### Juicio y sentencia
El 7 de junio de 2007 se conoció la sentencia de 30 años de prisión dictada por el Tribunal Oral en lo Criminal Nº 14, compuesto por los jueces Hugo Cataldi, Beatriz Bistué de Soler y Rosa Lescano, la misma pena solicitada por el fiscal Clorindo Mendieta.
El abogado de Carrera, Federico Ravina, indicó que el fallo se fundamentó en pruebas y testimonios falsos y que iba a apelar ante Casación. Además dijo: «Evidentemente la Policía Federal es muy fuerte. El presidente del tribunal, Hugo Cataldi, hace más de 20 años que es docente en la escuela de la Policía Federal. Acá hay una corporación. Creo que le faltó idoneidad».

### Recurso ante Casación
El 8 de junio de 2008, la Sala Tercera de la Cámara Nacional de Casación Penal integrada por los jueces Eduardo Riggi, Guillermo Tragant y Juan Carlos Rodríguez Basavilbaso rechazó el recurso interpuesto por los defensores de Carrera: Federico Ravina y Rocío Rodríguez López.
En parte del fallo dijeron que: "Afirmar que pudo pergeñarse en un breve lapso de tiempo un complot diagramado en todos sus detalles, en el que incluyeron también a personas civiles ajenas a la situación, resulta una conclusión que difícilmente puede ser compartida (...) No se advierte que el pronunciamiento impugnado presente fisura lógica alguna, sino que surge de las lectura que el 'a quo' realizó una selección y valoración de la prueba ajustada a las reglas de la sana crítica racional".

### Recurso ante la Corte Suprema
La Procuración General, a cargo de Esteban Righi, había dictaminado, el 1 de julio de 2010,
que la Corte Suprema de la Nación debería confirmar la sentencia de 30 años para Carrera.
En mayo de 2011 personalidades destacadas de distintos ámbitos del quehacer nacional solicitaron a a la Corte Suprema de la Nación que revea el caso de Carrera.
Al respecto Estela de Carlotto, presidente de Abuelas de Plaza de Mayo, dijo: "Este hombre (Carrera) que está en la cárcel, padre de familia, vive por milagro de las balas que recibió injustamente perseguido por la Policía llamada del gatillo fácil, la que planta pruebas para incriminar quizá a un inocente. Pedimos a la Suprema Corte que revea toda esta causa, que lea entre líneas, que insista en quienes dan sus versiones y como las dan y que hay un ser humano imprescindible para su familia que esta en prisión".
Por su parte Adolfo Pérez Esquivel, ganador del Premio Nobel de la Paz, acotó: "(se trata de) un juicio donde se ha condenado a un inocente, frente a todo un armado que hizo la Policía, responsable de esos delitos (...) Nos preocupa que la Corte no revea este caso, debe buscar la verdad, la justicia y la reparación del daño. Que aquellos que cometieron esos delitos sean sancionados".
El 6 de junio de 2012 Fernando Carrera fue liberado por disposición del Tribunal Oral Criminal 14, luego de que la Corte Suprema revocara la sentencia a 30 años. Al salir es recibido por su esposa, Guadalupe Maidana, sus tres hijos y el cineasta Enrique Piñeyro, quien venía de dirigir el film El Rati Horror Show, basado en su caso.

### Fallo de Cámara
El 12 de agosto de 2013 la Sala III de la Cámara Federal de Casación Penal, integrada por los jueces Mariano Borinsky, Liliana Catucci y Ana María Figueroa, consideró a Carrera autor penalmente responsable de los delitos de "robo" y "homicidio culposo" y lo condenó a 15 años de prisión. Al respecto, Federico Ravina, uno de los abogados de Carrera, dijo que hará "todo lo posible para que Fernando no vuelva a estar preso" y que espera que "éste sea el último fallo corporativo de la Justicia".
En el año 2014 el caso se encuentra nuevamente a consideración de la Corte Suprema de Justicia, que deberá expedirse sobre el recurso presentado por la defensa de Carrera, con el patrocinio del Centro de Estudios Sociales y Legales (CELS), donde pidieron “se deje sin efecto la decisión recurrida” y se disponga “la absolución” de Carrera.

### Sentencia definitiva de la Corte Suprema de Justicia de la Nación
El 25 de octubre de 2016 es absuelto por la Corte Suprema de la Nación.

### Familiares de las víctimas
A pesar de que se demostró la manipulación y corrupción del caso, tanto de la policía federal y el poder judicial, las familias de las víctimas aún reclaman justicia e insisten en que Fernando Ariel Carrera es culpable de los homicidios; argumentando que Carrera estaba consciente cuando se produjo la tragedia.

### Filmografía
El caso fue llevado a la pantalla grande por el cineasta Enrique Piñeyro bajo el título de "El Rati Horror Show" en 2010. El final de la película fue modificado luego de su estreno, ya que se actualizó la situación de Fernando Carrera y mostrando su liberación el 6 de junio de 2012. En ella, se narra los acontecimientos que llevaron a Carrera a la cárcel, intercalado con hechos anteriores que involucran la corrupción policial y judicial, como los asesinatos de Kosteki y Santillán o el asesinato de Ezequiel Demonty. 
En noviembre de 2016, Piñeyro presentó un teaser a través de su cuenta de Twitter sobre su nueva película, El Rati Horror Show 2. En este teaser se puede ver como apunta a desenmascarar las mentiras que algunos periodistas difundieron acerca del caso. Se ve al conductor de TN, Ricardo Canaletti, dando al aire información falsa sobre la patente de un auto. Piñeyro teatraliza sus cuestionamientos y hasta utiliza un muñeco que interpreta a Canaletti.